# Urda Ridge
Urda Ridge (englisch; bulgarisch Урдин хребет Urdin chrebet) ist ein Gebirgskamm im Zentrum des südlichen Teils von Clarence Island im Archipel der Südlichen Shetlandinseln. In nordnordost-südsüdwestlicher Ausdehnung ist er 8 km lang, in westnordwest-ostsüdöstlicher Ausdehnung 9 km breit und im Mount Irving bis zu 1950 m hoch. Über den Soyka Saddle ist er nach Norden mit dem Ravelin Ridge verbunden.
Britische Wissenschaftler kartierten ihn 1972 und 2009. Die bulgarische Kommission für Antarktische Geographische Namen benannte ihn 2014 nach der thrakischen Ortschaft Urda im Süden des heutigen Bulgariens.